# Împărțirea Albaniei

Statul albanez propus de guvernul provizoriu al Principatului Albania, comparat cu statul albanez propus de Liga Balcanică, împreună cu Franța și Rusia și granițele fixate de ambasadorii marilor puteri și de Comisia de delimitare a frontierei.

Împărțirea Albaniei (în albaneză Copëtimi i Shqipërisë) este un termen folosit pentru divizarea statului albanez, care și-a proclamat independența în 28 noiembrie 1912. Comisia de delimitare a granițelor nou înființatului Principat al Albaniei potrivit termenilor Conferinței de la Londra din 1912-1913 (29 iulie 1913) și ambasadorii celor șase Mari Puteri din acea vreme (Marea Britanie, Franța, Germania, Austro-Ungaria, Rusia și Italia) au lăsat populațiile albaneze și non-albaneze de o parte și de alta a frontierei. Reprezentanții mișcării naționale albaneze au considerat această hotărâre adoptată la Londra ca o împărțire a teritoriilor locuite majoritar de albanezi, ce erau incluse în propunerea de înființare a Vilaietului Albanez.
După înființarea statului albanez au fost alcătuite planuri pentru o nouă împărțire a Albaniei în timpul Primului Război Mondial; cu toate acestea, Albania nu a fost divizată și și-a păstrat independența. Alte planuri de împărțire a Albaniei au fost negociate în timpul și după cel de-al Doilea Război Mondial.

## Istoric

### Preludiu

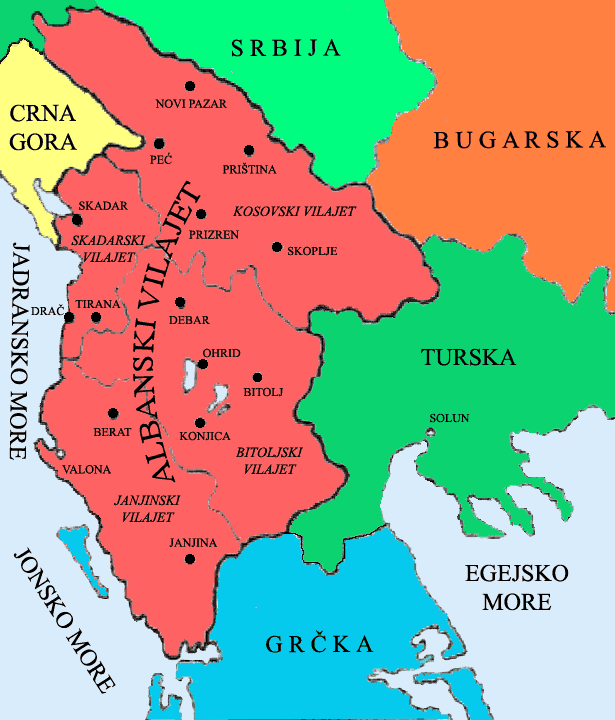
Cele patru vilaiete otomane delimitate în mod clar (vilaietele İşkodra, Yannina, Monastir și Kosovo pentru care Liga de la Prizren a propus acordarea unei depline autonomii)

Războiul Ruso-Turc din 1877-1878 a redus mult posesiunile otomane în Peninsula Balcanică, lăsând imperiului doar un mic teritoriu în Macedonia și în vestul Peninsulei Balcanice. Albania s-a aflat sub dominația Imperiului Otoman începând din 1479, odată cu ocuparea orașului Shkodër. Regiunea pretinsă de conducătorii națiunii albaneze era eterogenă din punct de vedere etnic, constând din zone vaste unde locuiau, de asemenea, bulgari, greci, sârbi, turci și aromâni, deși Sami Frashëri (sau Șemseddin Sami) a susținut că albanezii formau majoritatea populației în cele patru vilaiete Ișkodra, Yannina, Monastir și Kosovo.
Primul tratat postbelic, Tratatul de la San Stefano, semnat la 3 martie 1878 atribuia o parte din teritoriile populate cu albanezi statelor Serbia, Muntenegru și Bulgaria. Austro-Ungaria și Marea Britanie au respins acest aranjament, temându-se că Rusia dobândea o poziție predominantă în Balcani și apărea, prin urmare, un dezechilibru de forțe între puterile europene. Mai târziu, în același an, a avut loc o conferință de pace la Berlin, care a revizuit termenii acordului pentru soluționarea litigiului între marile puteri. Congresul de la Berlin a decis ca orașele Bar și Podgorica, precum și zonele din jurul satelor montane Gusinje și Plav, pe care liderii albanezi le considerau ca fiind teritoriu albanez, să fie cedate statului Muntenegru; cedarea acestor zone a fost privită așadar ca o împărțire a teritoriilor locuite de albanezi. În februarie 1879 Marile Puteri au insistat că Poarta Otomană să renunțe la teritoriile Plava, Podgorica, Gucia și Ulcinj, pretinse de albanezi, și retragă toate trupele otomane din zonele aflate în dispută.

### Congresul de la Berlin
Albanezii au considerat că acordul încheiat la Berlin a decis împărțirea teritoriilor locuite de albanezi, care făceau parte din Vilaietul Albanez. Congresul a cedat statului Muntenegru orașele Bar și Podgorica și zonele din jurul satelor montane Gusinje și Plav. Albanezii au creat Liga de la Prizren pentru a contracara pierderea teritoriilor în care albanezii erau majoritari și au organizat o rezistență armată în Gusinje și Plav, unde forțele muntenegrene au trebuit să ducă lupte acerbe. Un bătrân din acea zonă a susținut că granița între Turcia și Muntenegru „era înecată în sânge”. Văzând rezistența albanezilor, Congresul a decis să cedeze și orașul de coastă Ulcinj către statul Muntenegru. Liga de la Prizren a fost forțată să se retragă din Ulcinj, după ce forțele militare ale ei au fost zdrobite de Armata Otomană condusă de Derviș Pașa.

### Războaiele Balcanice

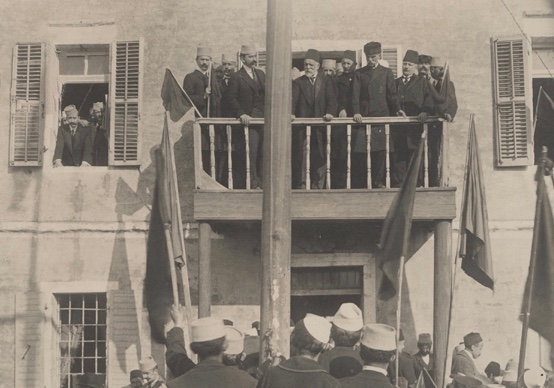
Declarația de Independență a Albaniei, proclamată la Vlorë în 1912.

Pe 8 octombrie 1912 Armata Muntenegreană au invadat vilaietul Shkodra. Exemplul Muntenegrului a fost urmat de Serbia, Bulgaria și Grecia, care au declarat război Imperiului Otoman, și astfel a început Primul Război Balcanic. Trupele muntenegrene, sârbe și grecești au ocupat rapid teritoriile populate majoritar cu albanezi și au încercat să schimbe situația etnică prin exterminarea populației albaneze; au fost uciși aproximativ 25.000 de albanezi la începutul anului 1913. Delegații albanezi au înțeles că statele Muntenegru, Serbia și Grecia plănuiau să împartă între ele teritoriile aflate în zona de vest a Balcanilor și au convocat un congres la Vlorë, unde, la 28 noiembrie 1912, au proclamat independența Albaniei.
În 3 decembrie 1912 ambasadorii celor șase Mari Puteri din acea vreme (Marea Britanie, Franța, Germania, Austro-Ungaria, Rusia și Italia) s-au întâlnit la Londra pentru a discuta viitorul teritoriilor locuite de albanezi. După discuții îndelungate, ambasadorii au hotărât pe 29 iulie 1913 să recunoască independența Principatului Albania, dar să-i reducă teritoriul la mai puțin de jumătate, în timp ce restul teritoriului Albaniei Independente (pe care locuia aproximativ 30%-40% din populația albaneză) urma să fie cedat Serbiei, Muntenegrului și Greciei. În ciuda pierderii a mai mult de jumătate din teritoriul său etnic, Albania ar fi fost un stat suveran, independent de Imperiul Otoman.

### Delimitarea graniței Albaniei
Mai mulți comisari ai statelor europene au fost trimiși în Albania pentru a delimita granițele noului stat, pe baze etnografice, conform termenilor Conferinței de Pace de la Londra. Cu toate acestea, comisia nu a putut delimita granița din sudul Albaniei, pe o astfel de bază,  din cauza contradicțiilor de natură geografică, economică și strategică. O parte semnificativă a teritoriului în litigiu a fost lăsat Albaniei, ceea ce a provocat o revoltă a populației grecești. Conflictul s-a încheiat odată cu semnarea Protocolului de la Corfu.

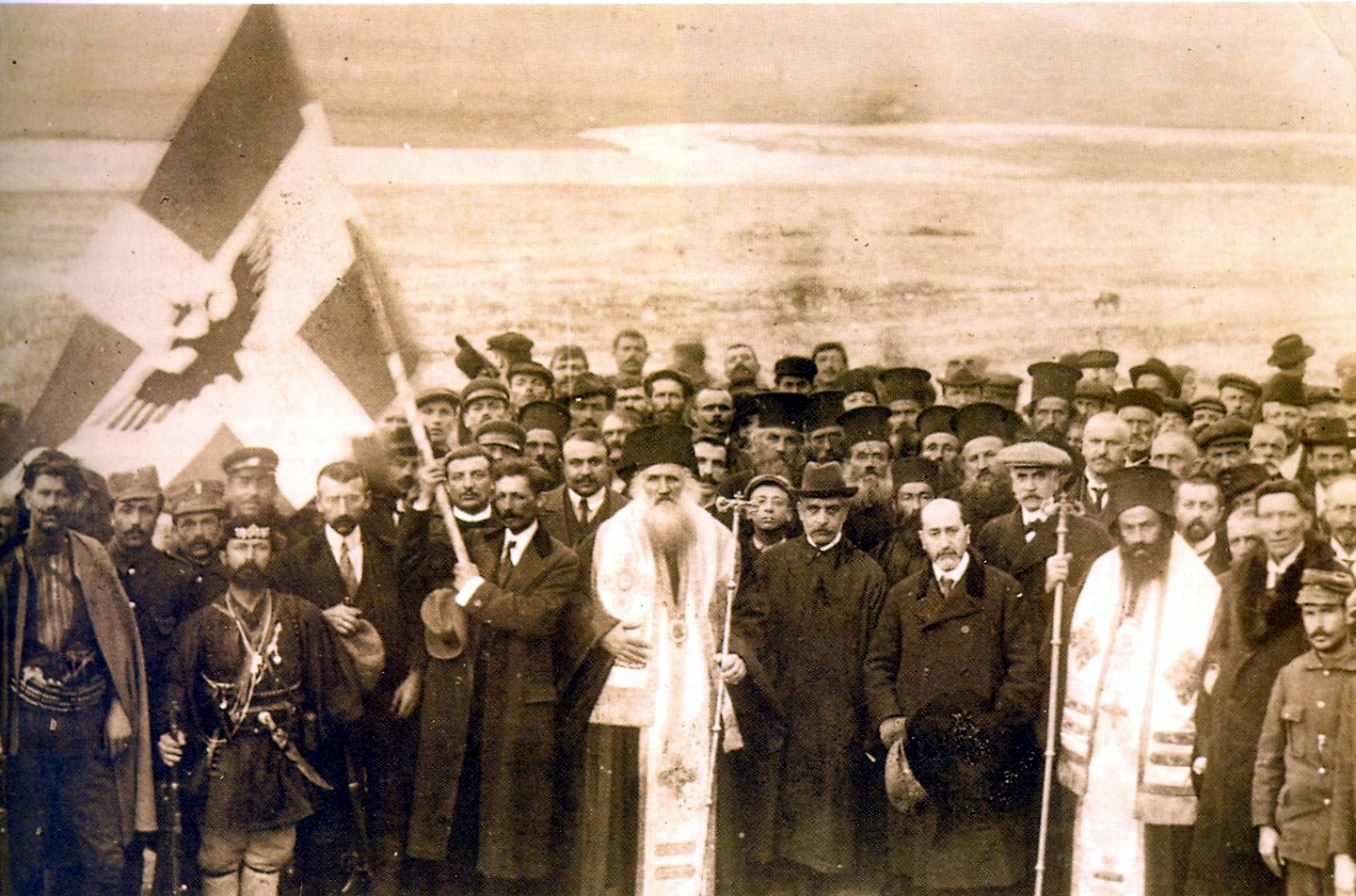
Declarația de Independență a Epirului de Nord proclamată la Gjirokastra, cauzată de anexarea regiunii la nou-înființatul stat albanez.

## Planuri pentru mai multe partiții de Albania
După înființarea statului albanez, în 1912, au existat alte planuri pentru împărțirea Albaniei în timpul Primului Război Mondial. Un tratat secret încheiat în 1915 la Londra a inclus divizarea țării, în timp ce un acord între Italia și Grecia, încheiat în 1919, prevedea anexarea Albaniei de către cele două țări. Potrivit acestui acord, cunoscut sub numele de Acordul Venizelos–Tittoni, semnat la 20 iulie 1919, Epirul de Nord (ce forma sudul Albaniei) urma să fie încorporat în teritoriul Greciei, în timp ce Grecia urma să recunoască un mandat italian pentru stăpânirea centrului Albaniei.
În timpul celui de-al Doilea Război Mondial, când Regatul Albaniei s-a aflat sub ocupație italiană, au existat planuri de împărțire a Albaniei între Iugoslavia și Italia. Pe de altă parte, în 1944, atunci când Albania a intrat sub controlul comunist, o rezoluție a Senatului Statelor Unite ale Americii a susținut cedarea Epirului de Nord către Grecia.

## Urmări

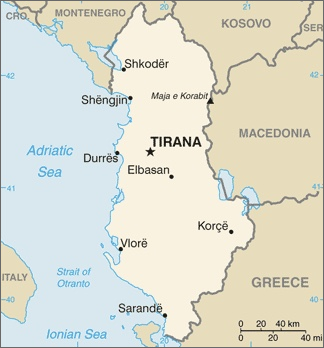
Orice alte planuri de împărțire a statului albanez au fost lipsite de succes și Albania și-a păstrat teritoriile primite în 1913.

Trasarea oarecum arbitrară a granițelor Principatului Albania, înființat în 1913, a lăsat un număr mare de etnici albanezi în afara noului stat și mulți dintre ei au fugit sau au fost alungați forțat către noul stat Albania. În Kosovo, trupele sârbe au încercat să schimbe componența etnică a regiunii prin expulzări în masă. Peste 100.000 de albanezi au părăsit Kosovo în perioada 1918-1941.

## Legături externe
- Texts and Documents of Albanian History
- Library of Congress Country Study of Albania